# Thomas Meehan
Thomas Edward Meehan (Ossining, 14 agosto 1929 – New York, 21 agosto 2017) è stato un librettista e sceneggiatore statunitense.

## Biografia
Thomas Meehan è noto soprattutto per la sua prolifica attività da librettista a Broadway, premiata tre volte con il Drama Desk Award e il Tony Award al miglior libretto di un musical: nel 1977 per Annie, nel 2001 per The Producers e nel 2003 per Hairspray. Attivo anche in campo televisivo, nel 1970 vinse il Premio Emmy come sceneggiatore di Annie, the Women in the Life of a Man. Fu un frequente collaboratore di Mel Brooks, con cui fu co-autore delle sceneggiature di Balle spaziali, Essere o non essere e The Producers - Una gaia commedia neonazista.
Malato di cancro, Meeham è morto a Manhattan nel 2017 all'età di ottantotto anni.

## Filmografia parziale

### Sceneggiatore
- Essere o non essere (To Be or Not to Be), regia di a Mel Brooks (1983)
- Un magico Natale (One Magic Christmas), regia di Phillip Borsos (1985)
- Balle spaziali (Spaceballs), regia di Mel Brooks (1987)
- The Producers - Una gaia commedia neonazista (The Producers), regia di Susan Stroman (2005)